# Les Trois Mousquetaires: D'Artagnan
Les Trois Mousquetaires: D'Artagnan is een epische actie-avonturenfilm uit 2023, geregisseerd door Martin Bourboulon en gebaseerd op de roman De drie musketiers uit 1844 van Alexandre Dumas. De film is het eerste deel van een tweedelige film. Het vervolg Les Trois Mousquetaires: Milady werd later in 2023 uitgebracht.

## Verhaal
D'Artagnan wordt voor dood achtergelaten nadat hij heeft geprobeerd een jonge vrouw te redden van ontvoering. Eenmaal in Parijs aangekomen, probeert hij met alle mogelijke middelen zijn aanvallers te vinden, maar hij weet niet dat zijn zoektocht hem naar het hart van een echte oorlog zal brengen, waarbij de toekomst van Frankrijk op het spel staat.

## Rolverdeling
| Acteur              | Personage             |
| ------------------- | --------------------- |
| François Civil      | D'Artagnan            |
| Vincent Cassel      | Athos                 |
| Romain Duris        | Aramis                |
| Pio Marmaï          | Porthos               |
| Eva Green           | Milady de Winter      |
| Lyna Khoudri        | Constance Bonacieux   |
| Louis Garrel        | Louis XIII            |
| Vicky Krieps        | Anne d'Autriche       |
| Jacob Fortune-Lloyd | Duc de Buckingham     |
| Éric Ruf            | Cardinal de Richelieu |
| Julien Frison       | Gaston de France      |
| Dominique Valadié   | Marie de Médicis      |

## Release
De film ging in première op 21 maart 2023 in Les Invalides in Parijs.

## Ontvangst
Op Rotten Tomatoes heeft Les Trois Mousquetaires: D'Artagnan een waarde van 98% en een gemiddelde score van 7,50/10, gebaseerd op 44 recensies. Op Metacritic heeft de film een gemiddelde score van 79/100, gebaseerd op 11 recensies.

## Prijzen en nominaties
De belangrijkste:
| Jaar | Prijs  | Categorie              | Genomineerde(n)                                                              | Uitslag     |
| ---- | ------ | ---------------------- | ---------------------------------------------------------------------------- | ----------- |
| 2024 | Césars | Beste cinematografie   | Nicolas Bolduc                                                               | Genomineerd |
| 2024 | Césars | Beste geluid           | David Rit, Gwennolé Le Borgne, Olivier Touche, Cyril Holtz en Niels Barletta | Genomineerd |
| 2024 | Césars | Beste filmmuziek       | Guillaume Roussel                                                            | Genomineerd |
| 2024 | Césars | Beste kostuums         | Thierry Delettre                                                             | Genomineerd |
| 2024 | Césars | Beste decors           | Stéphane Taillasson                                                          | Gewonnen    |
| 2024 | Césars | Beste visuele effecten | Olivier Cauwet                                                               | Genomineerd |